# Matti Vanhanen
Matti Taneli Vanhanen (* 4. listopadu 1955 Jyväskylä) je finský politik, který byl v letech 2003 až 2010 finským premiérem. Od roku 1975 je členem finské Strany středu (Suomen Keskusta), jejíž předsedou byl od října 2003 do června 2010.

## Vzdělání a praxe
Vystudoval politické vědy. V letech 1985 až 1991 pracoval jako novinář pro místní noviny Kehäsanomat, kde od roku 1988 působil jako šéfredaktor.

## Politická kariéra
V roce 1991 se stal předsedou mládežnické organizace Strany středu a byl zvolen poprvé do finského parlamentu. Zaměřoval se v první řadě na ekologické otázky, například vyslovoval se proti páté jaderné elektrárně ve Finsku, ačkoli seděl zároveň v představenstvu finských elektropodnikatelů „Fortum“.
Dne 17. dubna 2003 se stal ministrem obrany v kabinetu premiérky Anneli Jäätteenmäkiové. Po jejím odstoupení 24. června 2003 se stal Vanhanen novým premiérem Finska.
Do finských prezidentských voleb 2006 nastoupil jako kandidát Strany středu. V prvním kole volby dosáhl 18,6 % voličských hlasů a nepostoupil tak do dalšího kola.
V době jeho působení ve funkci premiéra Finsko předsedalo Evropské unii od 1. července do 31. prosince 2006. Demisi podal 18. června 2010.